# Partido Socialista do País Valenciano
O Partit Socialista del País Valencià (PSPV-PSOE) (em castelhano Partido Socialista del País Valenciano; em português Partido Socialista do País Valenciano) é a federação do Partido Socialista Operário Espanhol na Comunidade Valenciana (Espanha), nascida da confluencia da federação valenciana do PSOE e da federação valenciana do Partido Socialista Popular com o antigo Partit Socialista do País Valencià em 1978.
Foi o partido político mais votado na Comunidade Valenciana até as eleições gerais de 1993, nas que se viu superado pelo Partido Popular, que ganhou todas as eleições celebradas desde então. Conseguiu maioria absoluta nos Cortes Valencianas nas eleições de 1983 (51 deputados) e 1991 (45 deputados). Na legislatura 1987-1991 governou em minoria (42 deputados) com o apoio parlamentar pontual da coligação EUPV-UPV e, em algumas ocasiões, do CDS. Foi também a primeira força municipal da Comunidade Valenciana até 1995.
É atualmente a primeira força mais votada nas Cortes Valencianas após as eleições autonómicas de 2019, com vinte e sete deputados, sendo o seu líder Ximo Puig empossado como Presidente da Generalidade Valenciana graças à coligação alcançada entre o partido, a Coalició Compromís e com o apoio de Unidas Podemos.